# Goule (drone)
Le Goule est un drone russe de type quadrirotor spécialement développé pour être utilisé comme drone kamikaze. Ce drone a commencé à entrer en service à partir de 2023 et il a été entièrement développé par des volontaires civils dans la région de l'Oural grâce à des appels aux dons sur les réseaux sociaux et sans soutien financier ou technique du gouvernement ou d’un fabricant d’armes. Le manque de soutien étatique a été un problème au début de la fabrication des drones car l'entreprise manquait de ressources. Mais le créateur des drones Goule a indiqué en décembre 2023 que l'oblast de l'Oural et de Sverdlovsk lui avait fourni un soutien logistique et financier. Les drones sont encore en développement et sont envoyés sur le front en Ukraine pour être testés en conditions réelles et adaptés en fonction des retours d’expérience avant une mise en production définitive.

## Caractéristiques

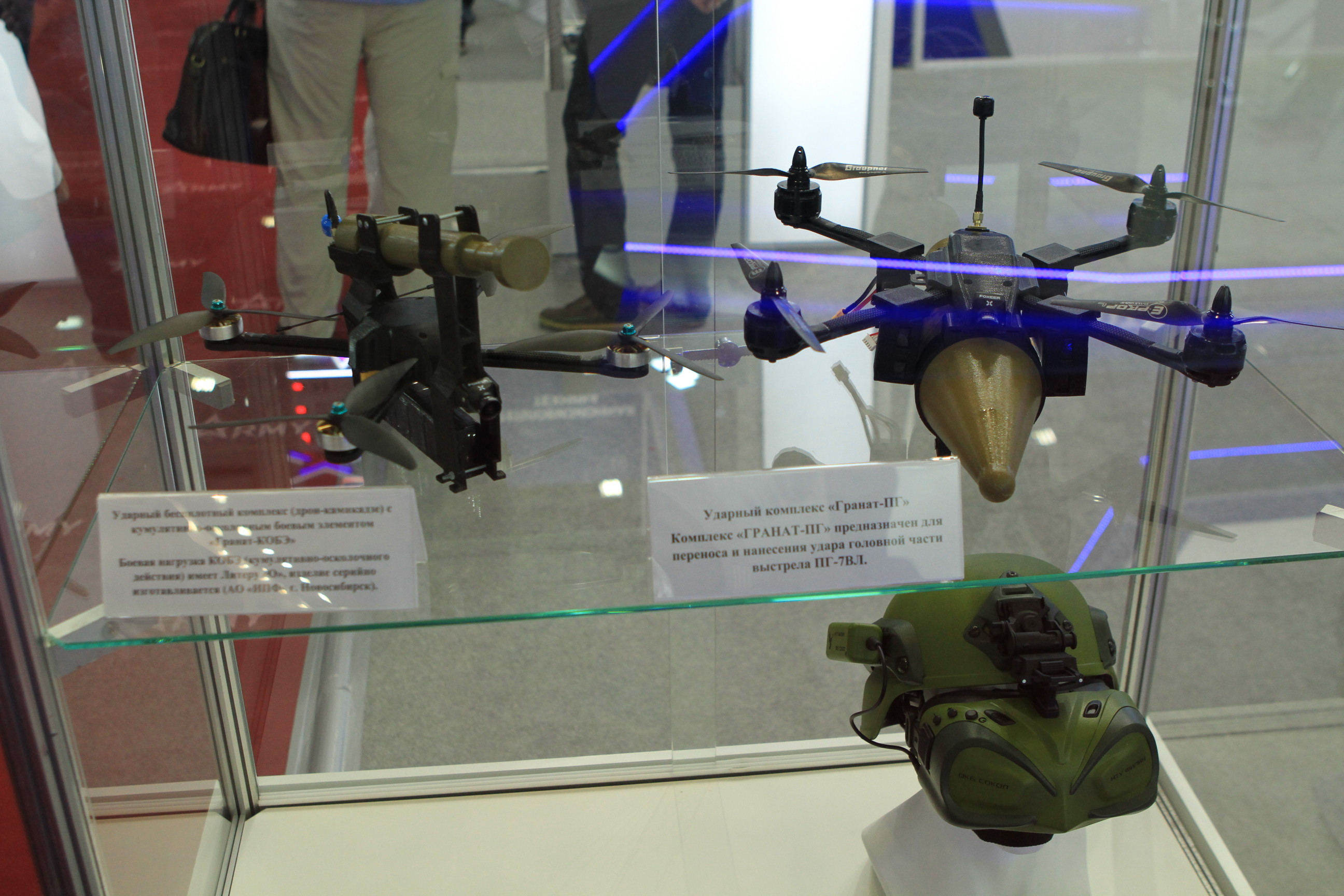
Autre drone suicide FPV russe.

Le Goule a été développé dans la région de Sverdlovsk, il a été conçu pour être d'un prix très abordable, et très facile à construire. Mais, ce qui ressort, c’est l’effort russe visant à réduire sa dépendance à l’égard des produits électroniques occidentaux importés des États-Unis et d’Europe, qui entrent dans la composition d’un grand nombre de ses produits aérospatiaux et qui sont devenus encore plus difficiles à acheter à la suite des sanctions. Un responsable de l'entreprise a déclaré qu'ils essayaient de développer localement des émetteurs vidéo utilisés dans les drones dits « vue à la première personne » (FPV), et de réduire les importations d'appareils chinois. Ceci est possible en fabriquant les antennes et certaines parties du corps principal sur des imprimantes 3D. Certains composants peuvent être fabriqués via une imprimante 3D directement sur la zone de combat, des journalistes ont même qualifié le drone de « DIY : do it yourself ». Une partie du corps du drone et surtout l’antenne relais sont imprimées en 3D. Le drone est « FPV : first person view » ou en français « vue à la première personne », c’est-à-dire que le pilote grâce à un casque spécial peut voir directement ce que voit le drone lui permettant une meilleure connaissance de la situation et un meilleur contrôle du drone.
Le Goule aurait une portée estimée de 6 à 12 km mais le fabricant n’a pas voulu confirmer ces informations. Il est capable de transporter à l'heure actuelle une charge utile de 2 kg qui est composée soit d'une roquette classique de RPG, soit d'une roquette PG-7VL à charge creuse, ou une grenade à main antitank RKG-3M ainsi que des charges à fragmentation hautement explosives fabriquées par l'armée directement au front à partir de colle époxy et de grenaille. Selon un responsable anonyme de l’entreprise le drone Goule est conçu pour attaquer l’arrière de l’ennemi et neutraliser l’approvisionnement en renforts et en munitions de la ligne de front ainsi qu’empêcher l'évacuation des blessés. De plus, il vise à détruire les chars ennemis cachés dans des positions fortifiées, hors de portée des missiles antichars.
Le drone est contrôlé par radio. L'équipement de l'opérateur se compose d'une télécommande standard et de lunettes pour les systèmes FPV. Des mesures auraient été prises pour protéger les chaînes radio contre les interceptions et les brouillages. Dans le même temps, les logiciels et le matériel responsables des communications sont constamment mis à jour pour prendre en compte ces nouvelles menaces.